# Христианско-демократическая партия (Сальвадор)
Христианско-демократическая партия (ХДП; исп. Partido Demócrata Cristiano, PDC) — политическая партия Сальвадора. Состоит в Центристском демократическом интернационале.

## Демократическая оппозиция военному режиму
Христианско-демократическая партия была основана 25 ноября 1960 года, выражала интересы среднего класса. Выступала за социально-экономические реформы и демократию, стала основной партией оппозиции военному режиму, занимая левоцентристские позиции. Лидером партии стал Авраам Родригес, в мае 1961 года на пост генерального секретаря на первом съезде партии был избран Хосе Наполеон Дуарте.
В 1964 году проводились парламентские выборы по новой Конституции, облегчившей оппозиции получение депутатских мандатов. ХДП получила 26,1 % голосов, 14 из 52 депутатских мест и заняла второе место после победившей проправительственной Партии национального примирения.
Результаты ХДП на парламентских выборах (2 место):
- 1964 — 26,1 %, 14 мест
- 1966 — 31,2 %, 15 мест
- 1968 — 43,3 %, 19 мест
- 1970 — 27 %, 16 мест

В 1964 году Хосе Наполеон Дуарте был в первый раз избран на двухлетний срок мэром Сан-Сальвадора. Этот пост он занимал в 1964—1970, переизбираясь на выборах в 1966 и 1968. Основной целью его администрации было создание новых школ и обеспечение таких необходимых услуг как освещение улиц, канализационные системы и мусорные коллекторы. Благодаря успешной деятельности на этом посту он приобрёл общенациональную известность. После того как он не стал выдвигать свою кандидатуру в 1970—1976 и 1979—1988 годах Сан-Сальвадором также управляли представители ХДП.
На президентских выборах 1967 кандидат ХДП Авраам Родригес набрал 21,62 % и занял второе место, уступив официальному кандидату генералу Фиделю Санчесу Эрнандесу.
В октябре 1971 года был образован «Национальный союз оппозиции», в который вошли ХДП, социал-демократическое «Национальное революционное движение» и связанный с коммунистами «Национальный демократический союз». «Национальный союз оппозиции» выдвинул на президентских выборах 20 февраля 1972 года кандидатом в президенты Хосе Наполеона Дуарте. Однако на выборах, сопровождавшихся многочисленными нарушениями, победил правительственный кандидат полковник Артуро Армандо Молина, набравший по официальным данным 43,4 %. Дуарте получил 42,1 %. Это вызвало острый политический кризис и попытку вооружённого переворота, предпринятую 25 февраля 1972 группой молодых офицеров (бои в столице продолжались 18 часов). Дуарте поддержал восставших, был арестован, затем эмигрировал в Венесуэлу.
На парламентских выборах 12 марта 1972 «Национальный союз оппозиции» занял второе место и получил 8 мест, набрав 22,7 %.
На парламентских выборах 1974 «Национальный союз оппозиции» занял второе место и получил 15 мест. Выборы 1976 и 1978 он бойкотировал, в 1976 проправительственная Партия национального примирения получила все места, а в 1978 50 мест из 54.
На президентских выборах 1977 года «Национальный союз оппозиции» выдвинул кандидатом в президенты отставного полковника Эрнесто Антонио Кларамонта, прославившегося как участник Футбольной войны, а кандидатом в вице-президенты христианского демократа мэра столицы в 1974—1976 Хосе Антонио Моралеса. Выборы 20 февраля 1977 года не принесли неожиданностей — генерал Карлос Умберто Ромеро был провозглашён избранным ещё до окончательного подсчёта голосов. Наблюдателями были отмечены массовые нарушения, «Национальный союз оппозиции», полковник Кларамонт и Моралес обвинили власти в фальсификации выборов. Тысячи недовольных собрались на площади Ла Либертад и в одноимённом парке с требованием отмены результатов голосования. Генерал Карлос Умберто Ромеро как министр общественной безопасности выступил с заявлением, что выборы были честными и ввёл в стране осадное положение на 30 дней. 28 февраля 1977 года Ромеро отдал силам безопасности приказ разогнать оппозиционеров. В ходе операции силы армии и полиции при поддержке танков окружили парк и открыли огонь по протестующим. К утру следующего дня погибли более 50 человек, сотни были ранены. 1 июля 1977 года генерал Ромеро принёс присягу как президент Сальвадора, его противника полковника Кларамонта выслали в Коста-Рику.

## Между левыми радикалами и ультраправыми
15 октября 1979 произошёл военный переворот, президент Ромеро был свергнут. Военные сформировали Революционную правительственную хунту в составе двух армейских офицеров (левого по своим взглядам Адольфо Арнальдо Махано и правого Хайме Абдул Гутьеррес) и трёх левых политиков, выступивших с программой проведения аграрной реформы, национализации банков, запрета деятельности частных военизированных формирований.
Воспользовавшись ситуацией и победой Сандинистской революции в Никарагуа, леворадикальные вооружённые организации объединились во Фронт национального освобождения имени Фарабундо Марти и начали вооружённые акции с целью завоевания власти. Активизировалась деятельность военизированных ультраправых «эскадронов смерти», которые в союзе с преобладавшими в армии правыми офицерами начали репрессии против леворадикалов и их реальных или предполагаемых союзников.

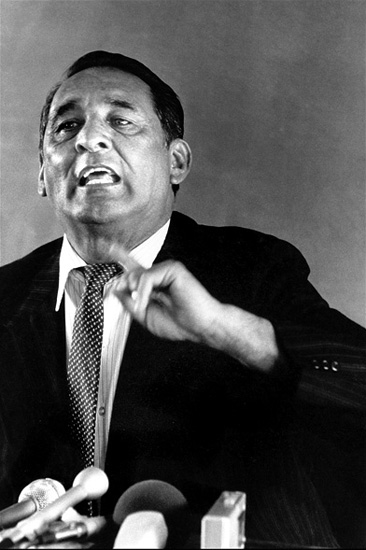
Хосе Наполеон Дуарте на пресс-конференции ХДП (1982)

В начавшейся гражданской войне ХДП как влиятельная сила в центре политического спектра сыграла важную роль, выступая за наведение конституционного порядка, национальное примирение, утверждение демократии, социально-экономические реформы. В 1980 сначала Хосе Антонио Моралес Эрлих, затем 3 марта вернувшийся из эмиграции Хосе Наполеона Дуарте вошли в состав Революционной правительственной хунты. В декабре Дуарте возглавил хунту. В своей деятельности на этом посту и впоследствии Дуарте пользовался поддержкой США, не желавших появления новой Кубы и выступавших против террора эскадронов смерти, дискредитировавшего власть Сальвадора и на международном уровне и в глазах американских избирателей (как произошло, например, при убийстве архиепископа Ромеро). В последующие полтора года правительству под руководством Дуарте удалось не только сохранить военное преимущество и удержать власть, но и провести 28 марта 1982 года выборы в Учредительную ассамблею, на которых ХДП заняла первое место, набрав 40,2 % и получив 24 из 60 мест. 29 апреля 1982 года ассамблея избрала президентом Альваро Маганья (депутаты ХДП поддержали его кандидатуру), которому 2 мая 1982 года Дуарте передал власть и ушёл в отставку.
Альваро Маганья в июне 1982 сформировал «правительство национального единства». 8 мест в правительстве получили консерваторы (Партия национального примирения) и крайне правые — Националистический республиканский альянс (АРЕНА), «партия эскадронов смерти» Роберто д’Обюссона, 3 поста заняли представители ХДП и 3 поста были отданы независимым.
23 декабря 1983 года вступила в силу новая Конституция страны. Прямые президентские выборы состоялись в два тура, 25 марта и 6 мая 1984 года. Кандидат ХДП Дуарте выступал за ограниченный диалог с партизанами на условии признания конституционной власти, обещал добиться соблюдения прав человека и сформировать президентскую комиссию для расследования деятельности «эскадронов смерти». Дуарте занял в первом туре первое место, набрав 43,41 %. Во втором туре он набрал 53,59 %, победив представителя правых экстремистских сил Роберто д’Обюссона, и стал первым в истории страны демократически избранным президентом за последние 50 лет. Дуарте победил в 4 из 14 департаментов, и вывели его на первое место в основном голоса жителей столицы. На парламентских выборах 31 марта 1985 ХДП получила 52,4 % голосов и 33 из 60 мест.
Относительная политическая неудача партии АРЕНА, занявшей на президентских и парламентских выборах 2 место, способствовала её дрейфу к центру, она стала акцентировать приверженность представительному правлению, правам человека. В 1985 во главе партии д’Обюссона сменил умеренный политик Альфредо Кристиани. Для ХДП это обернулось потерей голосов справа. На парламентских выборах 1988 она заняла 2 место, получив 35,1 % голосов и 22 места. АРЕНА получила 31 место из 60. На президентских выборах 1989 Альфредо Кристиани победил в первом туре, кандидат ХДП министр иностранных дел Фидель Чавес Мена набрал 36,5 %.
Процесс национального примирения в Никарагуа способствовал дрейфу к центру и ФНОФМ. 25 февраля 1990 года в Никарагуа состоялись свободные выборы президента и Национальной ассамблеи, сандинисты, оказывавшие поддержку ФНОФМ, потерпели поражение. 13 марта 1990 года представители ФНОФМ объявили о прекращении атак объектов гражданской инфраструктуры и сообщили о том, что готовы начать переговоры с правительством. 31 декабря 1991 представители правительства и повстанцев подписали соглашения об окончании гражданской войны, ФНОФМ распустил вооружённые отряды, преобразовался в легальную политическую партию, включился в демократический процесс на условии признания конституционной власти.

## На современном этапе
20 марта 1994 состоялись очередные президентские и парламентские выборы, в них впервые принял участие ФНОФМ. Для ХДП это обернулось потерей голосов слева, она заняла 3 место на обоих выборах, Фидель Чавес Мена получил на президентских 16,4 %, на парламентских партия получила 17,87 % и 18 мандатов. На этих выборах сложилась современная двухполюсная система, где правым полюсом является АРЕНА, а левым — ФНОФМ. Постепенный отток избирателей к правому и левому полюсам привёл к дальнейшему снижению электоральной поддержки ХДП.
На президентских выборах 2004 совместный кандидат Объединённого демократического центра и ХДП набрал 3,9 %. В соответствии с законом партия должна была быть распущена, так как её кандидат не набрал необходимый минимум голосов, но ей было разрешено участвовать в следующих выборах согласно специальному указу; этот указ был признан неконституционным 30 апреля 2011 года, и партия была распущена. После этого партия была воссоздана под названием Партия надежды (исп. Partido de la Esperanza). В 2012 Партия надежды сменила название на Христианско-демократическая партия.
На парламентских выборах 2015 года ХДП получила 2,47 % голосов и 1 депутатское место.
На парламентских выборах 2018 года ХДП получила 3,11 % голосов и 2 депутатских места.
На парламентских выборах 2021 года ХДП получила 1,72 % голосов и 1 депутатское место.